# Archevêché d'Ohrid
Pour les articles homonymes, voir Archevêché d'Ohrid (homonymie).

L’archevêché médiéval d’Ohrid.

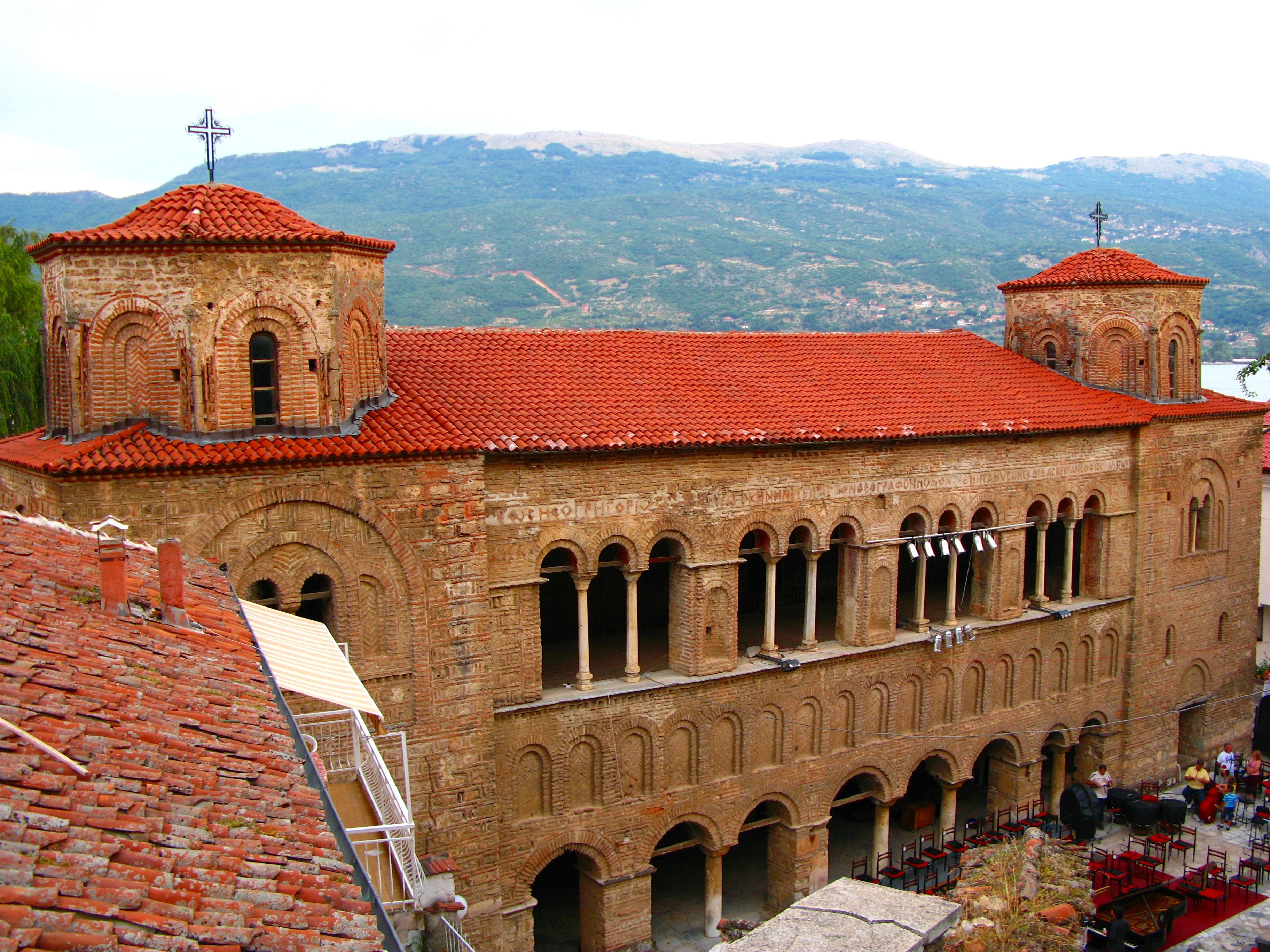
La cathédrale Sainte-Sophie d'Ohrid, siège de l’Église orthodoxe macédonienne.

L’archevêché d'Ohrid, jadis titré « de Justiniana Prima et de toute la Bulgarie », est une ancienne juridiction ecclésiastique des Balkans.

## Histoire
Au temps de Justinien, les Balkans occidentaux étaient rattachés à l’Église de Rome au sein de la Pentarchie. Au Xe siècle, un archevêché de langue liturgique slavonne, dont le siège était à Preslav, est érigé en en 927 en Patriarcat à la fin du règne du tzar bulgare Siméon Ier : sa juridiction s’étendait aux terres serbes, bulgares et valaques.
Un demi-siècle plus tard, en 976, alors que les Byzantins ont repris le contrôle des Balkans orientaux avec Preslav, la Mésie, la Scythie mineure et la Thrace, le tzar Samuel Ier contrôle encore la Macédoine ainsi que l’ouest de l’actuelle Bulgarie et des régions d'Albanie, de Serbie et de Grèce : il obtient, avec l’accord du pape, de créer un Patriarcat à Ohrid. Mais peu après, son armée est sévèrement battue en 1014, et en 1018, Ohrid est prise à son tour par l’empereur byzantin Basile II.
Celui-ci, soucieux d’intégrer en douceur les Slaves à son empire, annule la titulature de Patriarcat d’Ohrid qui redevient archevêché, mais lui accorde l’autocéphalie auparavant dévolue à Preslav, ce qui en fait de facto une église nationale des slaves au sein de l’Empire byzantin. En 1054, lors de la séparation des Églises d'Orient et d'Occident, l’archevêché d’Ohrid choisit l’orthodoxie et l’obédience du patriarcat de Constantinople.
Après la conquête ottomane (fin du XIVe siècle) les Turcs instaurent le système des « millets » (communautés religieuses) : le « millet » orthodoxe n'est dirigé que par le patriarcat de Constantinople, tandis que les patriarcats bulgare et serbe sont abolis, respectivement en 1393 et en 1459. Seul l'archevêché d'Ohrid est maintenu et conserve des droits, qui lui permettent de devenir le second plus grand centre orthodoxe des Balkans (après Constantinople), avant la restauration du patriarcat de Peć en 1557.
En 1767, à la veille de la guerre russo-turque de 1768-1774, l’archevêché d’Ohrid a été aboli à son tour, de manière non canonique sur ordre du sultan ottoman Moustafa III craignant les visées du projet grec de l’impératrice Catherine II.

## Héritage
Le souvenir prestigieux de cette église nationale balkanique a contribué à nourrir au XIXe siècle, dans le contexte du « printemps des peuples », les renaissances culturelles et politiques bulgare, serbe et hellénique. Aujourd’hui cinq juridictions sont héritières des anciens territoires de l’archevêché d’Ohrid : le patriarcat œcuménique de Constantinople en Grèce du Nord, l’Église orthodoxe serbe en Serbie, l’Église orthodoxe bulgare en Bulgarie, l’Église orthodoxe roumaine en Roumanie, tandis qu’en Macédoine du Nord un conflit oppose l’archevêché macédonien d’Ohrid à l’archevêché serbe d’Ohrid.